# Henri de Poitiers-Antioche
Henri de Poitiers-Antioche, mort en 1276, fils de Bohémond IV d'Antioche et de Plaisance du Gibelet.
Il épousa en 1233 Isabelle de Lusignan, fille d'Hugues Ier de Chypre et d'Alix de Champagne, et eut pour descendance :
- Hugues III, roi de Chypre (1235 † 1284) ;
- Marguerite de Lusignan, mariée en 1268 à Jean de Montfort, seigneur de Toron et de Tyr († 1283). Veuve, elle se retira au couvent à Chypre.

À la mort de son neveu Hugues II de Chypre (1267), il prit le nom de Henri de Lusignan. Ses descendants conservèrent le nom de Lusignan.